# Arjola Prenga
Arjola Prenga (ur. 9 maja 1986 w Rrëshen) – albańska siatkarka, grająca na pozycji przyjmującej. Od sezonu 2019/2020 występuje w drużynie Mirdita Volley.

## Sukcesy klubowe
Puchar Albanii:
- 2003, 2008

Mistrzostwo Albanii:
- 2004, 2008, 2009
- 2005

NEVZA:
- 2013, 2014, 2015

Mistrzostwo Norwegii:
- 2014[4], 2015, 2016
- 2013

Puchar Norwegii:
- 2014, 2016[5][6]

Mistrzostwo Kosowa:
- 2019

## Sukcesy reprezentacyjne
Liga Europejska – Liga Srebrna:
- 2018[7]

## Nagrody indywidualne
- 2018: Najlepsza przyjmująca Srebrnej Ligi Europejskiej[8]